# John Gould Fletcher
John Gould Fletcher (Little Rock, 3 gennaio 1886 – Little Rock, 20 maggio 1950) è stato un poeta statunitense.
Fu autore di opere poetiche quali Goblins e pagode (1916), Stampe giapponesi (1918), Poesie scelte (1938), La montagna che brucia (1946). Nel 1939 gli venne assegnato il Premio Pulitzer per la poesia per la raccolta Poesie scelte.
Morì suicida nell'Arkansas, suo Stato natale, a seguito di una forma di depressione.